# Deutsche Volkshalle
Deutsche Volkshalle bzw. Volkshalle hießen mehrere Zeitungen und Zeitschriften im Vormärz sowie nach der Deutschen Revolution 1848/1849.
In Hanau erschien 1832 die Zeitschrift Die Deutsche Volkshalle, in welcher unter anderem Johann Friedrich Funck schrieb. Mitarbeiter waren  Johann Christoph Freyeisen und Johann Wilhelm Sauerwein.
In Konstanz erschien am 1. September 1839 die Deutsche Volkshalle, gedruckt in der Buchdruckerei der "deutschen Volkshalle", in Ignaz Vanottis Verlag Belle-Vue in Kreuzlingen. Sie hieß vorher Der Leuchtthurm, wurde redigiert von Johann Georg August Wirth und ging 1841 ein. Georg Herwegh redigierte ebenfalls für die Deutsche Volkshalle. Die letzte Ausgabe erschien am 30. März 1841.
In Wien erschien ab dem 1. Mai 1849 die Wiener Volkshalle. Politisches Tageblatt, geschrieben für das Volk von Terzky (Carl von Terstjansky).
In Augsburg erschien vom 12. Mai bis zum 30. September 1849 sechsmal wöchentlich die Zeitung Die Volkshalle.
Die Leipziger Volkshalle, ein Blatt aus dem Volke und für das Volk wurde 1850 bis 1851 in Leipzig als Nachfolger des Leipziger Reibeisen herausgegeben und erschien dreimal in der Woche.
Die Volkshalle, Rheinische Volkshalle bzw. Deutsche Volkshalle war auch eine Zeitung aus Köln, die als Sprachrohr der Katholiken fungierte und zwischen Oktober 1849 und Juli 1855 erschien; die letzte Ausgabe datiert auf den 10. Juli 1855; Willibald Apollinar Maier war ein Redakteur dieser Zeitung. Joseph Theodor zu Stolberg-Stolberg und Wilhelm Theodor von Chézy waren an der Gründung beteiligt, weitere Redakteure waren Joseph Krebs und Hermann Joseph Müller. Beteiligt waren auch Josef Bachem und Julius Maximilian Schottky, Beiträger Ludwig Merz.
Rudolph Reichmann übernahm in Milwaukee, einer stark von Einwanderern geprägten Stadt, die Geschäftsführung einer Zeitungsgründung namens Volkshalle (um 1850/51), die dreimal wöchentlich erschien und nur kurze Zeit bestand; die Redaktion der Zeitung erhielt Gustav Adolph Rösler, beide waren nach den deutschen Revolutionen in die USA immigriert.
In Wien wurde 1879 Die Volkshalle: Zeitschrift für Volksbildung und Aufklärung von Hugo Gerbers, Karl Höger und E.T. Doleschall herausgegeben.